# Ваттеншайд 09
«Ваттеншайд 09» — немецкий футбольный клуб из одноимённого района города Бохум. С сезона 2020/21 выступает в Оберлиге «Вестфалия». За свою историю «Ваттеншайд» провел четыре сезона в Бундеслиге, последним из которых является сезон 1993/94. Лучшим достижением клуба в чемпионатах Германии является 11-е место в сезоне 1990/91. В конце августа 2019 года клуб объявил о начале процедуры банкротства и 23 октября того же года команда снялась с соревнований в Региональной лиги «Запад». Сезон 2020/2021 клуб начал в Оберлиге Вестфалия, пятом уровне в системе немецких футбольных лиг.